# Kari Hag
Kari Jorun Blakkisrud Hag (Eidsvoll, Noruega, 4 de abril de 1941) es una matemática noruega conocida por su investigación en análisis complejo sobre cuasicircunferencias y aplicaciones cuasiconformes y por su trabajo por la igualdad de género en matemáticas en la Universidad Noruega de Ciencia y Tecnología. Junto con Frederick Gehring, es autora del libro The Ubiquitous Quasidisk (American Mathematical Society, 2012).

## Formación y carrera
Hag nació en Eidsvoll, Noruega. Estudió en la Escuela Noruega de Educación en Trondheim, donde obtuvo el título de candidata magisterii en 1963, y en la Universidad de Oslo, donde obtuvo el título de candidata realium en 1967. Tras ello, obtuvo su doctorado en 1972 de la Universidad de Míchigan, con la tesis Quasiconformal Boundary Correspondences and Extremal Mappings, dirigida por Frederick Gehring.
Tras completar su doctorado se unión al Instituto Noruego de Tecnología, que más tarde se convertiría en parte de la Universidad Noruega de Ciencia y Tecnología. En 2001, se convirtió en catedrática, y se retiró como profesora emérita en 2011.

## Premios y reconocimientos

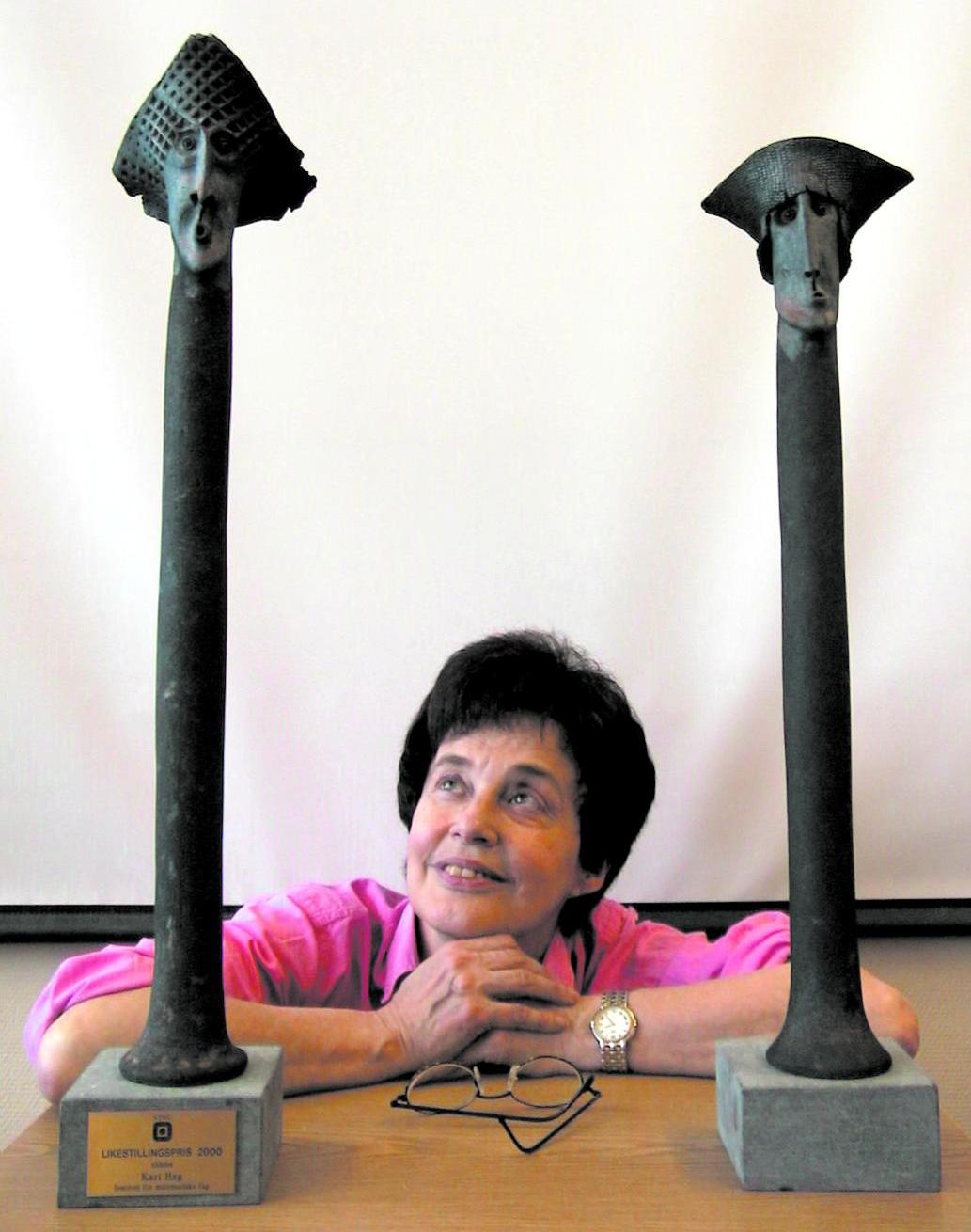
Kari Hag con el premio a la igualdad de género de la Universidad Noruega de Ciencia y Tecnología.

La Universidad Noruega de Ciencia y Tecnología le concedió su premio a la igualdad de género en el 2000, por sus esfuerzos para aumentar el interés de las niñas por la ciencia y las matemáticas. En 2018, fue elegida caballero de la Orden de San Olaf.